# ルドヴィーコ3世・ゴンザーガ
ルドヴィーコ3世・ゴンザーガ （Ludovico III Gonzaga, 1412年6月5日 - 1478年6月12日）は、イタリア屈指の名門貴族ゴンザーガ家のマントヴァ侯であり、コンドッティエーレ。

## 生涯
ジャンフランチェスコ1世・ゴンザーガとパオラ・マラテスタの子で、1444年に侯位を継いだ。
ルドヴィーコは、最初父と同じくヴィスコンティ家のため戦ったが、ミラノ公国に対抗しフィレンツェと同盟したヴェネツィア共和国と戦った。1450年、彼はロンバルディアにおいてナポリ王アルフォンソ1世の軍を率いることを許された。新しくミラノ公となったフランチェスコ・スフォルツァは、ヴェネツィアに奪われたかつてのマントヴァ領のロナート、ペスキエーラ、アーゾラを取り戻すことを餌に彼をそそのかした。彼はそれを、1452年にカスティリョーネ・デッレ・スティヴィエーレの略奪で応え、ルドヴィーコの弟カルロを雇い入れたのだった。
1453年6月、ルドヴィーコはゴーイトでカルロ軍を率いていたが、ニッコロ・ピッチニーノ指揮下のヴェネツィア軍はアーゾラ回復の試みを遮断した。1454年のローディの和議により、ルドヴィーコは自身の征服地全て返還するよう強制され、3つの都市の奪回を放棄させられた。しかし、子供のないカルロが1478年に死ぬと弟の領土を相続するのは自分だと主張した。1459年から1460年まで、ローマ教皇ピウス2世の召還により、コンスタンティノープルを占領したオスマン帝国に対する十字軍遠征に加わった。
1466年から多かれ少なかれ、スフォルツァ家のため定期的に軍務についた。1478年、黒死病に罹患しゴーイトで死去した。
1460年、ルドヴィーコはアンドレーア・マンテーニャをゴンザーガ家の宮廷画家として雇い入れた。

## 家族
1437年、ブランデンブルク＝クルムバッハ辺境伯ヨハンの娘バルバラと結婚。10子をもうけた。
- フェデリーコ（1441年 - 1484年） - マントヴァ侯
- フランチェスコ（1444年 - 1483年） - 枢機卿
- ジャンフランチェスコ（1446年 - 1496年） - ボッツォロおよびサッビオネータ領主家の祖
- スザンナ（1447年 - 1481年）
- ドロテーア（1449年 - 1467年） - ガレアッツォ・マリーア・スフォルツァと結婚
- ロドルフォ（1451年 - 1495年） - ルッザーラおよびカスティリオーネ・デッレ・スティヴィエーレ領主家の祖
- チェチーリア（1451年 - 1472年）
- バルバラ（1455年 - 1505年） - ヴュルテンベルク公エーバーハルト1世と結婚
- ルドヴィーコ（1458年 - 1511年） - 使徒座書記官
- パオラ（1463年 - 1497年） - ゲルツ伯レオンハルトと結婚